# لوبوویچه
لوبوویچه (به لاتین: Lubowicze) یک روستا در لهستان است که در گمینا گروجیسک واقع شده‌است.